# Ministerium Stremayr

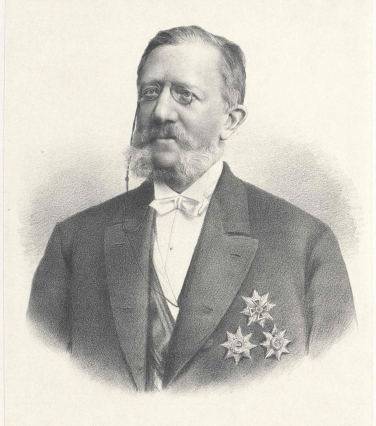
Karl von Stremayr war zwischen Februar und August 1879 Ministerpräsident Altösterreichs

Das Ministerium Stremayr wurde am 15. Februar 1879 von Ministerpräsident Karl von Stremayr in Cisleithanien gebildet, eine vor allem im Beamtentum und bei Juristen gebräuchliche inoffizielle Bezeichnung für den nördlichen und westlichen Teil Österreich-Ungarns. Es löste das Ministerium A. Auersperg ab und blieb bis zum 12. August 1879 im Amt. Daraufhin folgte das Ministerium Taaffe II.
Der Außenminister, der Kriegsminister und der gemeinsame Finanzminister waren nicht Mitglieder dieses Kabinetts. Siehe k.u.k. gemeinsame Ministerien.

## Minister
Dem Ministerium gehörten folgende Minister an:
| Amt                             | Amtsinhaber                                         | Beginn der Amtszeit | Ende der Amtszeit |
| ------------------------------- | --------------------------------------------------- | ------------------- | ----------------- |
| Ministerpräsident               | Karl von Stremayr (beauftragt)                      | 15. Februar 1879    | 12. August 1879   |
| Ackerbauminister                | Hieronymus Ferdinand Rudolf von Colloredo-Mannsfeld | 15. Februar 1879    | 12. August 1879   |
| Handelsminister                 | Johann von Chlumecký                                | 15. Februar 1879    | 12. August 1879   |
| Kultus- und Unterrichtsminister | Karl von Stremayr                                   | 15. Februar 1879    | 12. August 1879   |
| Finanzminister                  | Sisinio von Pretis-Cagnodo                          | 15. Februar 1879    | 12. August 1879   |
| Innenminister                   | Eduard Taaffe                                       | 15. Februar 1879    | 12. August 1879   |
| Justizminister                  | Julius Glaser                                       | 15. Februar 1879    | 12. August 1879   |
| Minister für Landesverteidigung | Julius von Horst                                    | 15. Februar 1879    | 12. August 1879   |
| Minister ohne Geschäftsbereich  | Florian von Ziemialkowski                           | 15. Februar 1879    | 12. August 1879   |